# Léonce Burret

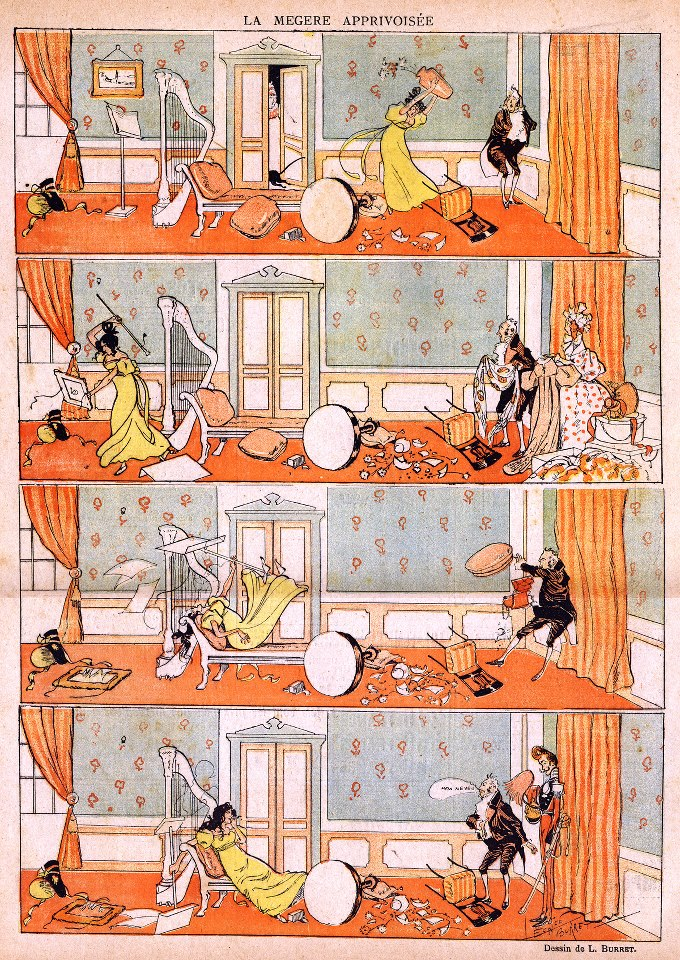
"De feeks wordt getemd" een stripverhaal van Léonce Burret verschenen in Le Rire #233 (22 april 1898)

Léonce Burret (Bordeaux, 1866 - Parijs, 1915) was een Franse lithograaf. 
Léonce Burret werkte op Montmartre in de stijl van de Belle époque, vergelijkbaar met Willette en Steinlen. Burret maakte tekeningen voor het blad Le Rire en La Semaine de Suzette. Léonce Burret studeerde in Bordeaux geboren aan de Beaux-Arts. Hij maakte een groot aantal (waarschijnlijk meer dan 200) bladmuziekomslagen voor diverse muziekuitgeverijen. Voor de componist Rodolphe Berger lithografeerde hij een aantal jugendstil-afbeeldingen op diens bladmuziek.